# Transit de Vénus de 1882
Le transit de Vénus de 1882 est le second transit de la planète du XIXe siècle, huit ans après le premier en 1874. Comme les transits de 1761 et 1769 au siècle précédent, ces deux transits donnent lieu à de nombreuses observations autour du globe, afin de pouvoir mesurer précisément la valeur de l'unité astronomique, la distance entre la Terre et le Soleil.

## Caractéristiques
Le transit a lieu le 6 décembre 1882. Il est alors visible dans l'est de l'Amérique du Nord et la totalité de l'Amérique centrale et de l'Amérique du Sud. Il est observable au lever du soleil sur l'ouest de l'Amérique du Nord et la majeure partie de l'océan Pacifique. Il est observable au coucher du soleil sur l'Afrique et l'ouest de l'Europe.
Les horaires du transit sont les suivants (en temps universel) :
- 1er contact : 13:57
- 2e contact : 14:17
- Séparation minimale : 17:06
- 3e contact : 19:55
- 4e contact : 20:15
- Durée totale : 6 h et 18 min.

## Historique

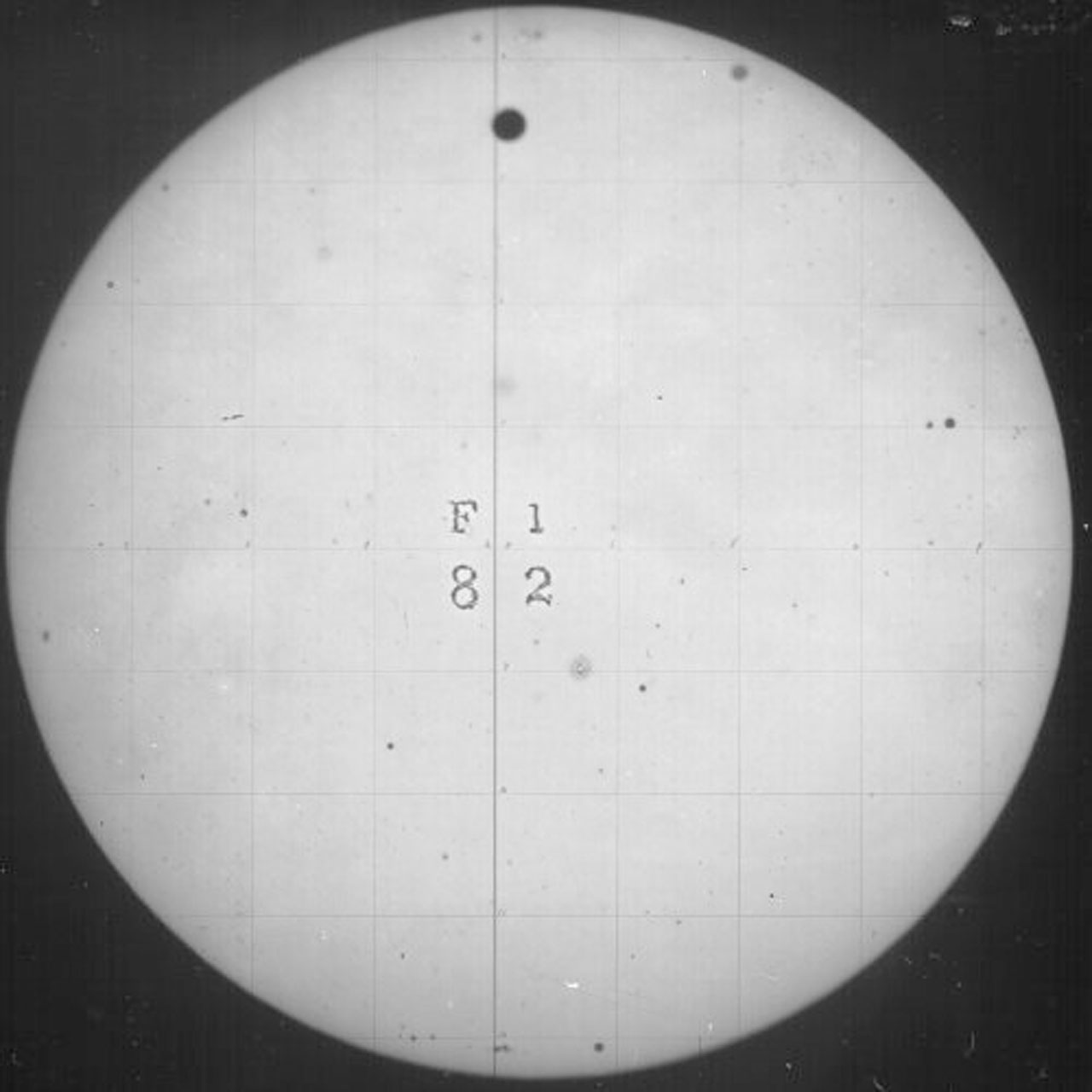
Photographie du transit.

Les travaux de James Gregory en 1663 et Edmond Halley en 1691 et 1716 montrent qu'il est possible de mesurer la distance entre la Terre et le Soleil grâce à de nombreuses observations d'un transit en des points suffisamment espacés de la surface du globe, par mesure de la parallaxe solaire. Les transits de Vénus de 1761 et 1769 donnent donc lieu à une multitude d'observations et permettent d'obtenir une valeur de l'unité astronomique relativement précise.
Les transits de 1874 et 1882 fournissent l'occasion de préciser cette valeur. De nombreuses expéditions, par plusieurs pays (dont 10 expéditions françaises et 8 expéditions britanniques), sont envoyées sur toutes les zones d'observation possibles.
À l'occasion du transit, le compositeur américain John Philip Sousa compose la marche Transit of Venus.
En 1890, l'astronome américain Simon Newcomb recoupe les données des quatre derniers transits et calcule pour la parallaxe solaire une valeur de 8,79 seconde d'arc, conduisant à une valeur de l'unité astronomique de 149,9 ± 0,31 millions de km.
Le transit de 1882 est le dernier à posséder un intérêt scientifique substantiel : les techniques modernes utilisant des sondes spatiales et la télémétrie radar permettent de calculer la valeur de l'unité astronomique avec une précision de 30 m et rendent obsolète la méthode des parallaxes dans ce cadre,.